# 哈里森鎮區 (密蘇里州莫尼托縣)
哈里森鎮區（英語：Harrison Township）是位於美國密蘇里州莫尼托縣的一個行政鎮區。

## 地方資料
哈里森鎮區的面積為106.10平方千米，當中陸地面積為105.69平方千米，而水域面積為0.41平方千米。根據2020年美國人口普查的數據，當地共有人口746人，而人口密度為每平方千米7.03人。